# Мишутино (Зирянський район)
Мишу́тино (рос. Мишутино) — село у складі Зирянського району Томської області, Росія. Входить до складу Дубровського сільського поселення.

## Населення
Населення — 157 осіб (2010; 362 у 2002).
Національний склад (станом на 2002 рік):
- росіяни — 89 %